# Elisabeth Högström
Elisabeth Högström (* 27. März 1951 in Karlstad) ist eine schwedische Curlerin. 
Ihr internationales Debüt hatte Högström bei der Europameisterschaft 1976 in West-Berlin, wo sie die Goldmedaille gewann. 
Högström spielte als Skip der schwedischen Mannschaft bei den XV. Olympischen Winterspielen 1988 in Calgary im Curling. Die Mannschaft gewann die olympische Silbermedaille nach einer 5:7-Niederlage im Finale gegen Kanada um Skip Linda Moore. Da Curling damals noch eine Demonstrationssportart war, besitzt die Medaille keinen offiziellen Status.

## Erfolge
- Weltmeisterin 1981
- Europameisterin 1976, 1980, 1982, 1983, 1988
- 2. Platz Olympische Winterspiele 1988 (Demonstrationswettbewerb)
- 2. Platz Weltmeisterschaft 1980, 1982
- 2. Platz Europameisterschaft 1981